# Приютово (станция)
Прию́тово — железнодорожная станция Башкирского региона Куйбышевской железной дороги в Белебеевском районе Республики Башкортостан.

## Дальнее следование по станции
По графику 2020 года через станцию курсируют следующие поезда дальнего следования:

### Круглогодичное движение поездов
| № поезда        | Маршрут движения          | № поезда        | Маршрут движения          |
| --------------- | ------------------------- | --------------- | ------------------------- |
| 11              | Владивосток — Самара      | 12              | Самара — Владивосток      |
| 13 «Южный Урал» | Челябинск — Москва        | 14 «Южный Урал» | Москва — Челябинск        |
| 87              | Нижневартовск — Самара    | 88              | Самара — Нижневартовск    |
| 101             | Нижневартовск — Пенза     | 102             | Пенза — Нижневартовск     |
| 103             | Уфа — Саратов             | 104             | Саратов — Уфа             |
| 127             | Красноярск — Адлер        | 128             | Адлер — Красноярск        |
| 147             | Нижневартовск — Астрахань | 148             | Астрахань — Нижневартовск |
| 345             | Нижневартовск — Адлер     | 346             | Адлер — Нижневартовск     |

### Сезонное движение поездов
| № поезда | Маршрут движения         | № поезда | Маршрут движения         |
| -------- | ------------------------ | -------- | ------------------------ |
| 289      | Екатеринбург — Анапа     | 290      | Анапа — Екатеринбург     |
| 453      | Уфа — Новороссийск       | 454      | Новороссийск — Уфа       |
| 455      | Челябинск — Новороссийск | 456      | Новороссийск — Челябинск |
| 461      | Уфа — Адлер              | 462      | Адлер — Уфа              |
| 537      | Уфа — Адлер              | 538      | Адлер — Уфа              |